# Леебікуська сільська рада
Ле́ебікуська сільська рада (ест. Leebiku külanõukogu, рос. Леэбикуский сельский совет) — сільська рада в Естонській РСР, адміністративно-територіальна одиниця в складі повіту Валґамаа (1945—1950) та Тирваського району (1950—1954).

## Історія
13 вересня 1945 року на території волості Пидрала у Валґаському повіті утворена Леебікуська сільська рада з центром у поселенні Леебіку. Територія сільради збігалася з волостю Леебіку, що існувала впродовж 1866—1939 років.
26 вересня 1950 року, після скасування в Естонській РСР повітового та волосного поділу, сільська рада ввійшла до складу новоутвореного Тирваського сільського району.
17 червня 1954 року в процесі укрупнення сільських рад Естонської РСР Леебікуська сільська рада ліквідована. Її територія склала південну та південно-східну частини Рійдаяської сільської ради.